# Wolfgang Klein (Politiker)

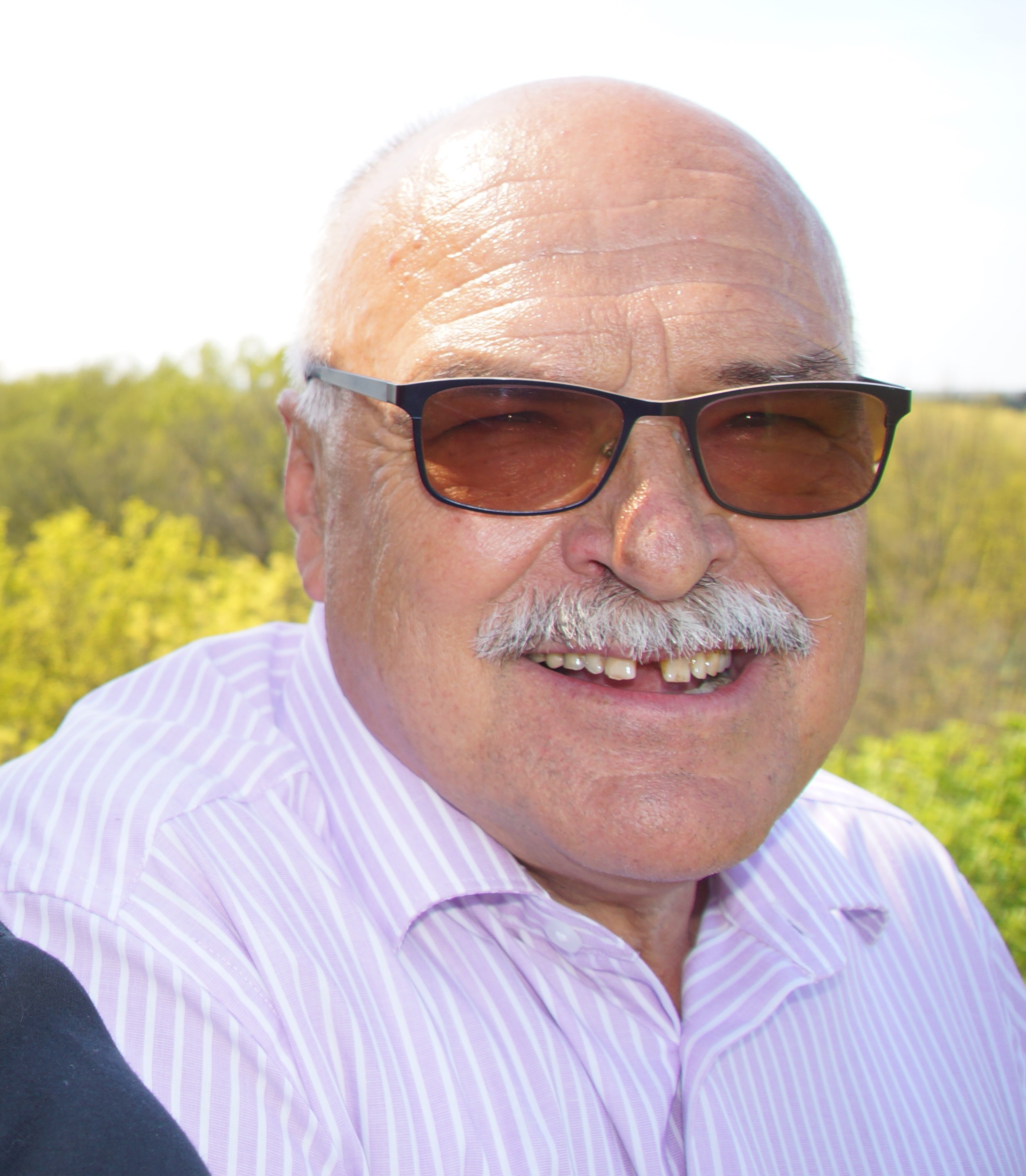

Wolfgang Klein (* 20. August 1943 in Lauban, Niederschlesien) ist ein deutscher Politiker (SPD). Er war von 1990 bis 2009 Mitglied des Landtages Brandenburg.

## Leben
Wolfgang Klein legte 1961 sein Abitur ab und absolvierte danach von 1963 bis 1967 ein Studium der Germanistik und der Geografie an der Pädagogischen Hochschule „Karl Liebknecht“ in Potsdam. Anschließend arbeitete er von 1967 bis 1990 als Lehrer. 1990 wurde er 1. Beigeordneter Neuruppins. Wolfgang Klein ist verwitwet und Vater eines erwachsenen Sohnes.

## Politik
Im November 1990 wurde Wolfgang Klein Mitglied der SPD. Er war von 1990 bis 1993 Mitglied der Stadtverordnetenversammlung und des Kreistages von Neuruppins.
Bei der Landtagswahl in Brandenburg 1990 wurde er über das Direktmandat im Wahlkreis Neuruppin und bei den Wahlen 1994 und 1999 direkt im Wahlkreis Ostprignitz-Ruppin II in den Landtag gewählt. Bei der Landtagswahl in Brandenburg 2004 trat er im Landtagswahlkreis Ostprignitz-Ruppin I an und zog über die Landesliste seiner Partei ein. Bis zum Oktober 2004 war er Mitglied des Landtagspräsidiums und Parlamentarischer Geschäftsführer der SPD-Fraktion.
Innerhalb des Landtages war er ab November 2004 Vorsitzender des Ausschusses für Haushaltskontrolle, in dem er vorher von Oktober bis November 2004 als einfaches Mitglied gesessen hatte. Aktuell war er von 1999 bis 2009 für zwei Wahlperioden Mitglied im Hauptausschuss. In den vorangegangenen Parlamentsjahren war er in verschiedenen Ausschüssen und Gremien vertreten. Als einfaches Mitglied war er im Rechtsausschuss (1990 bis 1994), im Untersuchungsausschuss 1/1 (1991 bis 1992), im Untersuchungsausschuss 1/4 (1993 bis 1994), Wahlprüfungsausschuss (1994 bis 1999) und im Untersuchungsausschuss 3/2 (2001 bis 2004). Außerdem übernahm er von 1994 bis 1999 den Vorsitz im Ausschuss für Brandenburg-Berlin.
Wolfgang Klein war als Vertreter Brandenburgs Mitglied der 10., 11. und 12. Bundesversammlung.